# Nikolaj Ignatov
Nikolaj Grigorivitj Ignatov (född 16 maj 1901 i Tishanskaja-14 november 1966 i Moskva) var en rysk sovjetisk politiker.
Under två perioder var han Ordförande i Högsta Sovjet för Ryska SFSR.